# حسین‌آباد دمیرچی
حسین‌آباد دمیرچی، روستایی از توابع بخش مرکزی شهرستان بیجار در استان کردستان ایران است.

## جمعیت
این روستا در دهستان سیلتان قرار دارد و براساس سرشماری مرکز آمار ایران در سال ۱۳۸۵، جمعیت آن ۵۲ نفر (۱۳خانوار) بوده‌است.زبان مردم روستای حسین آباد دمیرچی ترکی آذربایجانی میباشد و شغل اکثر مردم دامداری و کشاورزی است.مردم این روستای محروم در سالهای اخیر به شهرهای بیجار و اطراف تهران و کرج مهاجرت کرده‌اند.از مشکلات این روستا میتوان به نبود جاده مناسب،دهیاری،شورا ، آب قابل شرب و حتی آنتن‌دهی را ذکر کرد.این روستا دارای مسجد، برق و امکانات گازکشی است.از روستاهای اطراف حسین آباد دمیرچی میتوان به خرابه چول ارخ، باباخان، سکسن(هشتادجفت)،جیران،سیدحسین و چغورقشلاق اشاره نمود.